# 3168 Lomnický Štít
3168 Lomnický Štít è un asteroide della fascia principale del diametro medio di circa 25,08 km. Scoperto nel 1980, presenta un'orbita caratterizzata da un semiasse maggiore pari a 2,9953413 UA e da un'eccentricità di 0,0947294, inclinata di 10,54798° rispetto all'eclittica.
L'asteroide è dedicato all'osservatorio di Lomnický Štit, situato presso l'omonima cima appartenente alla catena montuosa degli Alti Tatra, in Slovacchia.